# SNT Dynamics
SNT Dynamics (кор. SNT다이내믹스, латиніз. Eseuenti Dainaemikseu) — південно-корейський виробник зброї, автомобільних запчастин і верстатів для оборонного та цивільного використання. Його важке озброєння використовується більшістю бойових частин Збройних сил Республіки Корея. Уряд визначив компанію оборонним підрядником у квітні 1973 року.

## Історія
Джерело: SNT Dynamics 
- Компанія заснована у квітні 1959 під назвою Yehwa Shotgun (кор. 예화 산탄공기총 제작소).
- У квітні 1973 року компанія була визначена як національне оборонне підприємство і почала виробляти зброю.
- У квітні 1991 року компанія була перейменована в Shiyi Heavy Industries.
- У квітні 1995 року компанія знову змінила назву на Uni-President Heavy Industries.
- У 1998 році Uni-President Heavy Industries оголосила про банкрутство.
- У 2002 році вона була придбана S&T Holdings і в 2004 почала досягати прибутковості.
- 03 червня 2005 року назву компанії було змінено S&T Heavy Industries.
- 26 лютого 2021 року назву компанія отримала сучасну назву — SNT Dynamics.

## Продукція

### Оборонна

#### Силові агрегати
Джерело: SNT Dynamics 
- Трансмісія EST15K для ОБТ Altay.
- Трансмісія X1100-5A3 для САУ K9 Thunder, T-155 Fırtına і AHS Krab, а також бронемашини для підвозу боєприпасів K10[en] (ліцензійне виробництво)
- Трансмісія XTG411-2A для машин керування вогнем K55 SPH і K77 (ліцензійне виробництво)
- Трансмісія XTG411-4A для легких танків Stingray ліцензійне виробництво)
- Трансмісія HMPT500-3EK для ЗРК K-SAM Pegasus (південно-корейська версія Crotale) і K30 Biho (ліцензійне виробництво)
- Трансмісія HMPT500-4EK для БМП K21 (ліцензійне виробництво)
- Трансмісія X200-5K для БТР K200 KIFV і M113 (ліцензійне виробництво)

#### Автогармати та артилерійські системи
Джерело: SNT Dynamics 
- 120-мм самохідний міномет КМ120
- Кулемет Browning M2 (ліцензійне виробництво під назвою K6 HMG)
- 20-мм гармата з обертанням стволів M61 Vulcan (ліцензійне виробництво під назвою KM168), випускається з 1977 року
- 20-мм гармата M39[en] (ліцензійне виробництво під назвою M39A3) — використовується на винищувачах KF-5E (корейський варіант Northrop F-5
- 30-мм гармата KKCB для ЗСУ K30 Biho, випускається з 2001 року
- 40-мм спарена морська гармата 40L/70K Nobong
- 40-мм гармата К40 для БМП K21, випускається з 2008 року
- 40-мм гармата Bofors L/70 (ліцензійне виробництво під назвою 40L/70K), випускається з 1995 року
- Бойовий модуль для встановлення кулемета (12.7 або 7.62 мм) або 40-мм автоматичного гранатомета

#### Захисне обладнання
Джерело: SNT Dynamics 
- Система протидії ракетам з радіолокаційним наведенням DAGAIE NG (ліцензійне виробництво)
- Автоматичний міноукладач KM138
- Димовий гранатомет K18 для ОБТ армії Республіки Корея M48 Patton
- Димовий гранатомет КМ250 для ОБТ К1 і К1А1
- Димовий гранатомет KM255 для ОБТ K2 Black Panther
- Димовий гранатомет KM259 для KM9 — південно-корейської версії броньованої землерийної машини[en]
- Димовий гранатомет КМ260 для БМП К200
- Комплекс оптико-електронної протидії для K2 Black Panther

### Комерційні автозапчастини
Джерело: SNT Domestic Customer 
- Трансмісія для вантажних автомобілів 2 та 3,5 т
- Трансмісія для вантажівок 4,5 та 5 т
- Трансмісія для вантажівок 5 і 8 т
- Трансмісія для вантажівок 9 і 12 т
- Трансмісія для вантажівок 15 т
- Трансмісія для вантажівок 18 т
- Трансмісія для вантажівок 25 т
- Трансмісія для автобусів-експресів і великих автобусів
- Вісь T R3H дляSUV і кемперів
- Осі для малогабаритних вантажівок
- Осі для вантажівок середнього розміру
- Осі для великогабаритних вантажівок
- Осі для великих автобусів
- Осі для низькопідлогових автобусів
- Ведучий міст із планетарними колісними редукторами THR20S/ST
- Осі незалежної підвіски
- Осі для автонавантажувачів
- Осі для легкорейкового залізничного транспорту

### Верстати
- Зубофрезерні верстати H80, H200, H350, H500, P250, GSP-1000, GSV-320 [7]
- Вертикальні токарні верстати з ЧПК T850VD, T1015VC, T1622VC, T2025VM, ST-25/35V(C), ST-40/55V(C) [8]
- Шліфувальні верстати TNGP-35, TNGA-33, TGU(A)-32, TGU(A)-35, TGU-40 [9]
- Універсальні токарні верстати TIPL-410, TIPL-5 [10]